# La historia del señor Sommer
La historia del Señor Sommer es una novela corta publicada en 1991 escrita por Patrick Süskind e ilustrada por Jean-Jacques Sempé.
El estilo empleado por Suskind y las ilustraciones de Sempé, famoso por su colección El pequeño Nicolás, dotan al cuento de una apariencia infantil y naif. A pesar de ello es más que un cuento juvenil, ya que el protagonista se plantea cosas demasiado profundas para un niño de su edad, y también se muestra la angustia con la que vive el misterioso Señor Sommer.
El relato está narrado en primera persona por el protagonista del libro, del que nunca se sabe el nombre, y que siendo ya un adulto recuerda sus vivencias infantiles y sus recuerdos del señor Sommer. El protagonista comienza la narración recordando su niñez en el pequeño pueblo de Obernsee, cuando solía subirse a los árboles donde no oía las órdenes de su madre y de su hermano mayor. Allí podía estar tranquilo y escuchar el crujido de las ramas y el sonido de las hojas al caer, aunque esta afición le causó más de un disgusto por culpa, en sus propias palabras, de «la ley de la gravedad y de las leyes de caída libre de los cuerpos de Galileo Galilei».
En Obernsee también vivía un hombre llamado señor Sommer, del que nadie sabía su nombre de pila ni su profesión. Vivía en un sótano junto a su esposa, que se dedicaba a la fabricación de muñecas que llevaba una vez a la semana a la oficina de correos, tras lo que hacía la compra en las tiendas del pueblo para no volver a salir de su casa hasta la semana siguiente. Nadie sabía de donde venían ni si tenían otros parientes, lo único que se conocía es que un día la señora Sommer llegó al pueblo en autobús y su esposo a pie. 
Aunque se ignoraba todo sobre su vida, el señor Sommer era una de las personas más famosas de la región, ya que todos los días del año salía de su casa a primera hora con la única compañía de su mochila y su bastón y no paraba de andar hasta la noche. Aunque nevara, granizara o quemara el sol, el señor Sommer recorría decenas de kilómetros a lo largo de toda la comarca sin hablar con ninguna persona y sin que nadie supiera hacia dónde se dirigía.
El protagonista se encontrará varias veces con el señor Sommer mientras va creciendo subiéndose a los árboles, soñando que vuela y metiéndose en situaciones embarazosas.